# Francisco Barreto
Dom Francisco Barreto (* 1520 in Faro, Algarve, Portugal; † 9. Juli 1573 in Sena, Mosambik) war ein portugiesischer Militär und Gouverneur.
Von 1555 bis 1558 war er der 18. Generalgouverneur von Portugiesisch-Indien (Estado da India), von 1571 bis 1573 1. Gouverneur von Sofala und Mosambik.

## Leben und Wirken
Barreto wurde in Faro in nichtadeligen Verhältnissen geboren. Erstmals in den Estado da India – Portugiesisch-Indien – kam er 1547. In dieser Zeit war er als Handelskontrolleur für die korrekte Verschiffung von Handelsschiffen mit Pfeffer zuständig. Bereits 1549 wurde er zum Stadtkapitän von Basai ernannt; dieses Amt hatte er bis 1552 inne. Im Jahr 1569 wurde er zum Generalkapitän (Admiral) aller königlichen Galeeren ernannt.
Barreto war zweimal verheiratet. Er war königlicher Kronrat und Ritter des Christusritterordens.

## Generalgouverneur von Indien
Am 15. Juni 1555 wurde Barreto zum 18. Generalgouverneur des Estado da India als Nachfolger von Dom Pedro de Mascarenhas ernannt und regierte mit harter Hand. Der Beamte Luís de Camões, der spätere Nationaldichter, wurde von ihm wegen Kritik an den Zuständen der Verwaltung nach Macau strafversetzt. Während seiner Amtszeit gab es einen Brand in Goa und viele Kriege an der Malabarküste. Barreto war bemüht, Portugals Interessen zu vertreten und Festungen zu halten, neue zu erobern und indische Fürsten in die Knie zu zwingen. Die Festungen von Assarim und Monora wurden von seinen Leuten erobert. Auch wurde die Stadt Dabul unter ihm zerstört.
Die katholische Kirche schuf in seiner Amtszeit das Bistum Cochin und das Bistum Malakka.
Um der grassierenden Korruption beizukommen, tauschte Barreto auch wichtige Stadtkapitäne (Bürgermeister) aus. So ernannte er Dom Antonio de Noronha zum neuen Stadtkapitän von Diu und Dom Antonio Bandeira Brandão zum Insel- und Stadtkapitän von Ternate, nachdem er Dom Duarte de Eça abgesetzt und festnehmen lassen hatte.
Sein Nachfolger als Generalgouverneur wurde Dom Constantino de Bragança.

## Gouverneur von Mosambik
Im Jahr 1569 wurde Barreto von König Dom Sebastian I. von Portugal und Algarve ausgesucht, eine Expedition an die Ostküste Afrikas zu leiten, um drei Aufgaben zu erledigen: Man wollte Gold, das sich im Munhumutapa-Reich (Monomotapia) befand, finden, einen ermordeten Missionar rächen und das Gebiet erforschen und teilweise für Portugal in Besitz nehmen. Er wurde mit dem Titel „Generalkapitän der Goldminen von Monomotapia“ ausgestattet. Mit 1000 Mann und 3 Schiffen wurde er auf die Expedition nach Mosambik bzw. Monomotapia geschickt. 1571 folgte seine Ernennung zum Gouverneur von Sofala und Mosambik und aller künftig vom Königreich Monomotapia eroberter Gebiete. Es war der erste offizielle Versuch Portugals in der Zeit, in das Innere Afrikas vorzudringen. Die Expedition fuhr 1572 den Sambesi hinab, um ans Ziel, das Reich von Monomotapia, zu kommen.
1573 plante man eine ähnliche Expedition, die wieder Barreto leiten sollte, doch er erkrankte schwer und starb. Zunächst wurde er in der Siedlung Sena aufgebahrt und dann anschließend in der Einsiedelei São Marçal vorübergehend beigesetzt. Später wurden die sterblichen Überreste nach Portugal überführt.
Nach seinem Tod führte Vasco Fernandes Homem die Expedition fort.